# Marcel Etienne
Marcel Etienne es un deportista belga que compitió en judo. Ganó una medalla de oro en el Campeonato Europeo de Judo de 1962, en la categoría 1.er dan amateur.

## Palmarés internacional
| Campeonato Europeo | Campeonato Europeo | Campeonato Europeo | Campeonato Europeo |
| Año                | Lugar              | Medalla            | Categoría          |
| ------------------ | ------------------ | ------------------ | ------------------ |
| 1962               | Essen (RFA)        | Medalla de oro     | 1.er dan (A)       |